# Formula 1 – sezona 2010.
| FIA Svjetsko prvenstvo Formule 1 2010. | FIA Svjetsko prvenstvo Formule 1 2010. |
|                                        | Prvak                                  |
| -------------------------------------- | -------------------------------------- |
| Vozač                                  | Sebastian Vettel (Red Bull-Renault)    |
| Konstruktor                            | Red Bull-Renault                       |
| Prethodna sezona                       | Sljedeća sezona                        |
| 2009.                                  | 2011.                                  |

Formula 1 – sezona 2010. je bila 61. sezona svjetskog prvenstva Formule 1. Tehnička i natjecateljska pravila koja su se primjenjivala na ovu sezonu bila su subjekt znatnih rasprava. Svjetski prvak F1 2009. Jenson Button, prešao je u McLaren, dok je prvak 2009. u momčadskoj konkurenciji Brawn GP, kupljen od Mercedes-Benza i preimenovan u Mercedes GP Petronas F1 Team. U sezoni 2010., natjecanjima se nakon trogodišnje stanke vratio najtrofejniji vozač u povijesti Formule 1  Michael Schumacher. Prva utrka održana je u Bahreinu.
Dvostrukom pobjedom u Brazilu, Red Bull je osvojio svoj prvi naslov u prvenstvu konstruktora. Sebastian Vettel pobjedom u posljednjoj utrci sezone u Abu Dhabiju osvojio je naslov prvaka u konkurenciji vozača, kao najmlađi svjetski prvak u povijesti Formule 1.

## Predsezona

### Sukobi oko pravila i zasebnog prvenstva
Međunarodna automobilistička federacija (FIA) namjeravala je uvesti ograničenje troškova s namjerom očuvanja prvenstva tijekom aktualne ekonomske krize. Prijedlog je predviđao moguće ograničenje troškova na 30 milijuna eura (45 milijuna američkih dolara, 27 milijuna britanskih funti) s većom tehničkom slobodom u dizajnu bolida za momčadi koje bi pristale na ograničeni budžet. Momčadi su prigovorile da bi to moglo stvoriti dvije klase u prvenstvu te je pet momčadi unutar FOTA-e (Formula One Teams Association), Ferrari, BMW Sauber, Renault, Red Bull Racing i Toro Rosso 
najavilo povlačenje iz prvenstva 2010. BMW Sauber, kasnije je najavio povlačenje iz Formule 1 krajem sezone 2009. radi financijskih problema.
Nakon pregovora, momčadi FOTA-e su jednoglasno se odlučile na povlačenje krajem sezone 2009. ako pravila o ograničenju budžeta ne budu izmijenjena. Williams i Force India predali su svoje prijave te su bili privremeno suspendirani iz FOTA-e, dok su preostale momčadi predale uvjetne prijave za sezonu 2010. Popis prijavljenih momčadi za sezonu 2010., koji je FIA objavila 12, lipnja, uključivao je sve ekipe iz sezone 2009., i tri nova tima, Campos Meta, Virgin Racing i US F1 Team. Rasprave između FIA-a i FOTA-e nisu uspjele pronaći rješenje nesuglasicama oko ograničenja budžeta te je osam momčadi FOTA-e najavilo svoje namjere da formiraju zasebno prvenstvo 2010. Ipak, nakon sastanka vijeća World Motor Sport Council 24. lipnja, FOTA je pristala ostati u Formuli 1 te je predsjednik FIA-e Max Mosley potvrdio da se neće ponovo kandidirati na izborima u listopadu.
Tijekom sastanka između FIA-a i FOTA-e 8. srpnja, gdje se raspravljalo o budućim pravilima, momčadi su napustile sastanak nakon što su obavještene da nisu primljene u sezonu 2010., te radi toga nemaju utjecaja na rasprave o pravilima. Kao odgovor, objavljeno je se još uvijek radi na osnivanju zasebnog prevenstva. Pregovori oko novog dogovora Concorde izravno s CVC-om i nositeljima komercijalnih prava, doveli su do rješenja sukoba s potpisivanjem ugovora od strane FIA-e 1. kolovoza. Novi dogovor Concorde prevenstvu je osigurao stabilnost do isteka 2012. godine.

### Testiranja
Testiranja za novu sezonu započela su 1. prosinca 2009. s trodnevnim Young Driver Test (za vozače s manje od tri nastupa u Formuli 1) na španjolskoj stazi Circuito de Jerez. Prvak Britanske formule 3 (British Formula Three Championship) Daniel Ricciardo bio je najbrži za Red Bull Racing. Kao i 2009., momčadima je dozvoljeno najviše 15 000 km tijekom 15 dana u veljači. Testiranja su potvrđena za Valenciju (1–3 veljače), Jerez (10–13 veljače i 17–20 veljače), i Barcelonu (25–28 veljače). Sve ekipe osim Campos/HRT i US F1 sudjelovale su u predsezonskim testiranjima.
Predsezonska testiranja započela su na stazi Circuit Ricardo Tormo u Valenciji sa sedam ekipa. Ferrari je dominirao s Felipeom Massom koji je postavio najbrže vrijeme po krugu prvoga i drugoga
dana. U svom prvom izlasku za tim, Fernando Alonso je postavio najbrže ukupno vrijeme trećeg dana testiranja s 1:11,470.
Druga testiranja održala su se u Jerezu, često prekidana jakim pljuskovima. Tom je prilikom nova momčad Virgin Racing obavila prve javne testove, sa samo pet krugova nakon što je nedostatak dijelova postao problem. Lewis Hamilton je postavio najbrže vrijeme tijekom testiranja bez kiše u subotu s 1:19,583.
Na treća četverodnevna testiranja na stazi u Jerezu također su utjecale promjenjive vremenske prilike. Lotus Racing je započeo svoja prva testiranja s Lotusom T127. Sunčanog predzadnjeg i zadnjeg dana Jenson Button je postigao najbrže vrijeme (1:18,871).
Posljednja predsezonska testiranja održana su na stazi Circuit de Catalunya u Barceloni, koja su započela po sunčanom vremenu s pljuskovima tijekom vikenda. Nevolje Virgina na testiranjima nastavile su se sudarom Lucasa di Grassija i daljnjim tehničkim problemima. Lewis Hamilton je postavio najbrže vrijeme tjedna (1:20,472) s većinom momčadi koje su nedjeljom vozile s malo goriva.

### Raspored prezentacija novih bolida
| Konstruktor | Šasija  | Datum        | Lokacija                  |
| ----------- | ------- | ------------ | ------------------------- |
| Ferrari     | F10     | 28. siječnja | Maranello, Italija        |
| McLaren     | MP4-25  | 29. siječnja | Newbury, Velika Britanija |
| Renault     | R30     | 31. siječnja | Valencia, Španjolska      |
| BMW Sauber  | C29     | 31. siječnja | Valencia, Španjolska      |
| Mercedes    | MGP W01 | 1. veljače   | Valencia, Španjolska      |
| Toro Rosso  | STR5    | 1. veljače   | Valencia, Španjolska      |
| Williams    | FW32    | 1. veljače   | Valencia, Španjolska      |
| Virgin      | VR-01   | 3. veljače   | Online                    |
| Force India | VJM03   | 9. veljače   | Online                    |
| Red Bull    | RB6     | 10. veljače  | Jerez, Španjolska         |
| Lotus       | T127    | 12. veljače  | London, Velika Britanija  |
| HRT         | F110    | 4. ožujka    | Murcia, Španjolska        |

## Izvještaj
U kontrastu sa sezonom 2009., u početnim fazama prvenstva nije se istaknuo niti jedan dominantni vozač. Fernando Alonso je pobijedio prvu utrku sezone u Bahreinu nakon Vettelovog kvara na motoru, postavši tek šesti Ferrarijev vozač koji je osvojio svoju prvu utrku za talijanski tim. Aktualni svjetski prvak Jenson Button pobijedio je u Australiji drugu godinu uzastopno, dok je Vettel pobijedio u Maleziji, započevši jedinstvenu situaciju koja će trajati do kraja sezone u kojoj niti jedan vozač neće pobijediti dok vodi u prvenstvu.
U Kini, Button je prvi osvojio dvije pobjede u sezoni, ali Mark Webber će prvi osvojiti uzastopne pobjede u Španjolskoj i Monaku. Webber je vodio na Velikoj nagradi Turske kada ga je momčadski kolega Vettel pokušao prestići u 40 krugu, što je rezultiralo sudarom, Vettel je odustao dok je Webber uspio završiti treći iza pobjednika Lewisa Hamiltona i Jensona Buttona. Pobjedom i u Kanadi, Hamilton je također osvojio dvije uzastopne pobjede.
Sredinom sezone iskrsle su kontroverze, počevši na Velikoj nagradi Europe u Valenciji nakon sporne sudačke odluke prilikom izlaska sigurnosnog automobila. Mark Webber sudario se s Kovalainenom na najbržem dijelu staze. Sigurnosni automobil odmah je izašao na stazu iza vodećeg Vettela, ali ispred drugoplasiranog Hamiltona i Ferrarija Alonsa i Masse. Hamilton je prestigao safety car kada je izašao iz bokseva ali nakon što je prešao kontrolnu liniju. Sucima je trebalo dvadeset minuta da Hamiltona kazne, ali kada je morao odraditi prolazak kroz boks, to nije imalo nikakvog efekta po konačni poredak u utrci.
Velika nagrada Velike Britanije označila je sredinu sezone i donijela nove kontroverze, ovog puta u boksu Red Bulla kada je "Red Bull građanski rat" prešao u otvorena neprijateljstva nakon što je tim menadžer Christian Horner uklonio prednja krila prilagođena stazi u Silverstonu s bolida Marka Webbera i postavio ih na Vettelov, nakon što je Nijemac svoja oštetio na posljednjim treninzima. Webber je pobijedio dok je Vettel bio prisiljen ući u boks u prvom krugu.
Ferrari se vratio u formu na Velikog nagradi Njemačke, s Alonsom i Massom najbržima u utrci. Felipe Massa vodio je većinu utrke ali poruka iz boksa, naizgled šifrirana naredba za propuštanje Alonsa, Španjolcu je donijela pobjedu i dodatnih sedam bodova u prvenstvu.
Ferrari je kažnjen s 100 000 USD radi momčadskih naredbi koje su utjecale na ishod utrke i bio suočen s dodatnim sankcijama na sastanku FIA World Motor Sport Council-a u rujnu, premda su bili oslobođeni optužbi radi nedostatka dokaza.
Webber je ponovo pobijedio na Velikoj nagradi Mađarske nakon što je Vettel prekršio nejasno pravilo vezano uz sigurnosni automobil, bio kažnjen prolaskom kroz boks i završio treći, dok je Lewis Hamilton pobijedio Veliku nagradu Belgije gdje je Vettel izazvao sudar s Buttonom koji je odustao a sam ponovo bio kažnjen prolaskom kroz boks. Fernando Alonso je odustao nakon netipične greške na mokroj stazi. 
Europska sezona završila je u Italiji, s trećom sezonskom pobjedom Alonsa, dok je svoju četvrtu pobjedu sezone - i prvi Grand Slam – osvojio u Singapuru.
U sezoni 2010., debitirale su tri nove momčadi, Virgin, Lotus i HRT. Nakon problema s pouzdanošću početkom sezone, nove su momčadi redovno završavale utrke, s 12 mjestom Kovalainena u Lotusu na Velikoj nagradi Japana kao najboljim rezulatom. Virgin je imao problema nakon što je otkriveno da je rezervoar za gorivo premali, te je razvoj bolida bio odgođen pet utrka dok nije izgrađen bolid koji može završavati utrke. HRT je bio najsporiji od troje, i sredinom sezone redovno su mijenjali vozače, ali dva četrnaesta mjesta Karuna Chandhoka u Australiaji i Monaku većinu je sezone momčad održavalo ispred Virgina u poretku konstruktora.
Red Bull svoju je dominaciju ponovo uspostavio u Japanu, s lakom pobjedom Vettela
ispred Webbera i Alonsa, koju su mogli potvrditi na kišnoj Velikoj nagradi Koreje, ali izlijetanje Webbera i kvar motora kod Vettela pobjedu su donijeli Alonsu. Nico Hülkenberg, svoju prvu najbolju startnu poziciju osvojio je s Williamsom u promijenjivim vremenskim uvjetima u Brazilu, ali Red Bull je osvojio svoju četvrtu dvostruku pobjedu sezone, osiguravši dovoljno bodova za svoj prvi naslov u konkurenciji konstruktora.
Prije Velike nagrade Abu Dhabija, Red Bull je potvrdio svoje namjere da neće izdavati momčadska naređenja, odluka koja je bila oštro kritizirana jer bi propuštanje Marka Webbera ispred Sebastiana Vettela moglo Australcu osigurati naslov. Ipak, Webber je ostvario loš rezultat na kvalifikacijama, i na startu je bio iza Alonsa bez mogućnosti da tijekom utrke prestigne Ferrarijevog vozača. Kao i Webber, Alonso se odlučio za rani ulazak u boks, ali potom je na stazu izašao iza Rusa Petrova, i kasnije se stabilizirao na šestom mjestu dok mu je za naslov bilo potrebno četvrto. Petrov je ostatak utrke zadržao Alonsa iza sebe te je Vettel pobjedom osvojio nalov prvaka s četiri boda razlike u odnosu na drugoplasiranog Alonsa.

## Momčadi i vozači
Sljedeće momčadi i vozači natječu se u sezoni 2010. svjetskog prvenstva Formule 1 u organizaciji Međunarodne automobilističke federacije. Povlačenjem BMW-a i Toyote broj proizvođača motora u prvenstvu pao je na samo četiri, što je najmanje u posljednjih 30 godina.
| Konstruktor / Momčad                       | Šasija            | Motor                    | Gume | Broj | Vozači             | Utrke        |
| ------------------------------------------ | ----------------- | ------------------------ | ---- | ---- | ------------------ | ------------ |
| McLaren-Mercedes Vodafone McLaren Mercedes | McLaren MP4-25    | Mercedes FO 108X V8 2.4  | B    | 1    | Jenson Button      | Sve          |
| McLaren-Mercedes Vodafone McLaren Mercedes | McLaren MP4-25    | Mercedes FO 108X V8 2.4  | B    | 2    | Lewis Hamilton     | Sve          |
| Mercedes Mercedes GP Petronas F1 Team      | Mercedes MGP W01  | Mercedes FO 108X V8 2.4  | B    | 3    | Michael Schumacher | Sve          |
| Mercedes Mercedes GP Petronas F1 Team      | Mercedes MGP W01  | Mercedes FO 108X V8 2.4  | B    | 4    | Nico Rosberg       | Sve          |
| Red Bull-Renault Red Bull Racing           | Red Bull RB6      | Renault RS27-2010 V8 2.4 | B    | 5    | Sebastian Vettel   | Sve          |
| Red Bull-Renault Red Bull Racing           | Red Bull RB6      | Renault RS27-2010 V8 2.4 | B    | 6    | Mark Webber        | Sve          |
| Ferrari Scuderia Ferrari Marlboro          | Ferrari 10        | Ferrari 056 V8 2.4       | B    | 7    | Felipe Massa       | Sve          |
| Ferrari Scuderia Ferrari Marlboro          | Ferrari 10        | Ferrari 056 V8 2.4       | B    | 8    | Fernando Alonso    | Sve          |
| Williams-Cosworth AT&T Williams            | Williams FW32     | Cosworth CA2010 V8 2.4   | B    | 9    | Rubens Barrichello | Sve          |
| Williams-Cosworth AT&T Williams            | Williams FW32     | Cosworth CA2010 V8 2.4   | B    | 10   | Nico Hülkenberg    | Sve          |
| Renault Renault F1 Team                    | Renault R30       | Renault RS27-2010 V8 2.4 | B    | 11   | Robert Kubica      | Sve          |
| Renault Renault F1 Team                    | Renault R30       | Renault RS27-2010 V8 2.4 | B    | 12   | Vitalij Petrov     | Sve          |
| Force India-Mercedes Force India F1 Team   | Force India VJM03 | Mercedes FO 108X V8 2.4  | B    | 14   | Adrian Sutil       | Sve          |
| Force India-Mercedes Force India F1 Team   | Force India VJM03 | Mercedes FO 108X V8 2.4  | B    | 15   | Vitantonio Liuzzi  | Sve          |
| Toro Rosso-Ferrari Scuderia Toro Rosso     | Toro Rosso STR5   | Ferrari 056 V8 2.4       | B    | 16   | Sébastien Buemi    | Sve          |
| Toro Rosso-Ferrari Scuderia Toro Rosso     | Toro Rosso STR5   | Ferrari 056 V8 2.4       | B    | 17   | Jaime Alguersuari  | Sve          |
| Lotus-Cosworth Lotus F1 Racing             | Lotus T127        | Cosworth CA2010 V8 2.4   | B    | 18   | Heikki Kovalainen  | Sve          |
| Lotus-Cosworth Lotus F1 Racing             | Lotus T127        | Cosworth CA2010 V8 2.4   | B    | 19   | Jarno Trulli       | Sve          |
| HRT-Cosworth HRT F1 Team                   | HRT F110          | Cosworth CA2010 V8 2.4   | B    | 20   | Karun Chandhok     | 1-10         |
| HRT-Cosworth HRT F1 Team                   | HRT F110          | Cosworth CA2010 V8 2.4   | B    | 20   | Sakon Yamamoto     | 11-14, 16-17 |
| HRT-Cosworth HRT F1 Team                   | HRT F110          | Cosworth CA2010 V8 2.4   | B    | 20   | Christian Klien    | 15, 18-19    |
| HRT-Cosworth HRT F1 Team                   | HRT F110          | Cosworth CA2010 V8 2.4   | B    | 21   | Bruno Senna        | 1-9, 11-19   |
| HRT-Cosworth HRT F1 Team                   | HRT F110          | Cosworth CA2010 V8 2.4   | B    | 21   | Sakon Yamamoto     | 10           |
| BMW Sauber-Ferrari BMW Sauber F1 Team      | BMW Sauber C29    | Ferrari 056 V8 2.4       | B    | 22   | Pedro de la Rosa   | 1-14         |
| BMW Sauber-Ferrari BMW Sauber F1 Team      | BMW Sauber C29    | Ferrari 056 V8 2.4       | B    | 22   | Nick Heidfeld      | 15-19        |
| BMW Sauber-Ferrari BMW Sauber F1 Team      | BMW Sauber C29    | Ferrari 056 V8 2.4       | B    | 23   | Kamui Kobayashi    | Sve          |
| Virgin-Cosworth Virgin Racing              | Virgin VR-01      | Cosworth CA2010 V8 2.4   | B    | 24   | Timo Glock         | Sve          |
| Virgin-Cosworth Virgin Racing              | Virgin VR-01      | Cosworth CA2010 V8 2.4   | B    | 25   | Lucas di Grassi    | Sve          |

Napomene:
1.- Sauber je službeno uveden u prvenstvo kao BMW Sauber unatoč povlačenju BMW-a iz formule 1 i korištenju Ferrarijevih motora. Tim tvrdi da je naziv zadržan iz "razloga vezanih s dogovorom Concorde", te je izražena namjera o promjeni imena tijekom sezone. Momčad je izrazila zahtjev za promjenu službenog imena na sastanku FIA World Motor Sport Council-a u lipnju. Konačna dozvola dodijeljena je prije Velike nagrade Europe, premda se promjena neće primjenjivati prije kraja sezone.

### Postupak novih prijava
FIA je najavila svoju namjeru proširiti startnu listu, s ciljem od ukupno 13 momčadi, te je srpnja 2009. između 15 kandidata odabrala tri nove ekipe, kao i potvrdila nastup svih 10 aktualnih ekipa. Podrazumjeva se da su postojeće momčadi, pod okriljem FOTA-e, odobrile sustav tehničke podrške novim ekipama. Taj kompromisni predlog uključuje snabdijevanje dijelovima i znanjem novih sudionika, ali ne i kompletnih bolida, te se zauzvrat odustalo od namjere ograničavanja budžeta.
Tri momčadi na popisu novih prijava objavljenoj srpnja 2009. uključuju Campos Meta, španjolski tim kojeg predvode bivši vozač i vlasnik tima u prvenstvu GP2 Adrian Campos i madridska sportska reklamna agencija Meta Image; Manor Grand Prix, momčad Formule 3 koju vode John Booth i projektant Nick Wirth; i USF1, ekipa koju su osnovali bivši projektant Ken Anderson i novinar Peter Windsor. Nakon povlačenja BMW Saubera, u natjecanja za sljedeću sezonu primljen je Lotus Racing. Manor je preimenovan u Virgin Racing nakon što je Virgin Group Richarda Bransona otkupio prava na naziv tima, dok je Campos-Meta promijenio naziv u HRT F1 Team nakon što je investitor José Ramón Carabante kupio momčad neposredno prije prve utrke sezone. USF1 službeno se povukao iz prvenstva krajem veljače-početkom ožujka nakon mjeseci špekulacija i optužbi da je momčad onemogućena lošim upravljanjem.
FIA je također imala nekoliko ponuda drugih trkaćih momčadi uključujući učesnika prvenstva World Series by Renault i 24 sata Le Mansa, Epsilon Euskadi, vrlo uspješni Prodrive Davida Richardsa i talijansku ekipa iz touring car natjecanja N.Technology kao i pokušaje ponovnog pokretanja bivših momčadi March, Brabham, Lola Cars i Team Lotus (koji nije povezan s momčadi Lotus Racing). Drugi izrazi zainteresiranosti stigli su od ekipa Superfund, austrijske momčadi koju će voditi bivši vozač Alex Wurz i myf1dream.com, tim kojeg su osnovali ljubitelji Formule 1, financiran njihovim donacijama. Iskusna momčad iz natjecanja sportskih prototipova i touring car prvenstava, 
Ray Mallock Limited, namjeravala se prijaviti, ali je odustala nakon FIA–FOTA sukoba sredinom sezone 2009.
Jedan od medijski najinteresantnijih kandidata bio je Stefan Grand Prix, kojeg je osnovao Zoran Stefanović kao prvi srpski tim Formule 1. Stefan GP je tvrdio da je nabavio ostatke Toyotine napuštene šasije TF110 i motora te da ima pristup bivšem sjedištu Toyota Motorsporta u Kölnu u Njemačkoj. Nakon što je odbijen, Stefanović je pokrenuo
žalbu pred Europskom komisijom oko postupka selekcije novih prijava te je najavio svoje namjere da nastavi razvoj Toyotine šasije, preimenovane u Stefan S-01, te je tim čak poslao opremu u Bahrein, Australiju i Maleziju. Nakon nekoliko poteškoća, uključujući i otkazivanje predviđenih testiranja u Portugalu kada je Bridgestone odbio snabdijevanje gumama, Stefan je nastojao steći neiskorištenu prijavu momčadi USF1, ali to je bilo spriječeno. Stefan je definitivno odbijen 4. ožujka kada je FIA izjavila da nije moguće izdavati nove prijave tako blizu prvoj utrci sezone.

### Promjene momčadi
- Lipnja 2009., tri su nova tima odabrana za sudjelovanje u natjecanjima sezone 2010; US F1 Team, Campos Meta i Manor Grand Prix.[57] Manor Grand Prix je kasnije najavio da će se natjecati pod nazivom Virgin Racing, što je potvdilo mjesece špekulacija da će ekipu sponzorirati Virgin Group Richarda Bransona.[72]
- 29. srpnja 2009., BMW Sauber je najavio svoje povlačenje iz Formule 1 krajem sezone 2009., navodeći kao razlog nedostatak buduće održivosti programa u Formuli 1.[73] BMW-u je izvorno bilo dodijeljeno rezervno mjesto na startnoj rešetki nakon predloženog preuzimanja od strane Qadbak Investmentsa,[74] ali 27. studenoga tim je prodan prvotnom vlasniku Peteru Sauberu.[75] FIA je 3. prosinca momčad službeno primila u sezonu 2010. pod nazivom BMW Sauber, unatoč korištenju Ferrarijevih motora.[76][77]
- Nakon povlačenja BMW Saubera, FIA je najavila da će njihovo upražnjeno mjesto zauzeti Lotus Racing Tonyja Fernandesa i Mikea Gascoynea, s podrškom malezijske vlade.[59]
- Toyota je radi ekonomskih teškoća 4. studenoga 2009. najavila svoje povlačenje iz Formule 1. Nakon odluke da neće prodati svoj tim,[78] njihovo mjesto na startnoj rešetki otišlo je Sauberu.
- Scuderia Toro Rosso je postao nezavisni konstruktor, umjesto dosadašnjeg korištenja šasije Red Bull Technologies-a. To je timu omogućilo nabavu šasije od drugih proizvođača unatoč tome što je takav postupak zabranjen, jer se šasija dobavlja od projektnog studija. To pravilo je ispravljeno na vrijeme za 2010, što znači da će se ove sezone Toro Rosso prvi se puta natjecati vlastitim bolidom, nakon što su većinu sezone 2009. proveli u proširivanju svog sjedišta u Faenzi u Italiji radi smještaja proizvodnih kapaciteta.[79]
- 16. studenoga, objavljeno je da će od sezone 2010. nadalje, kupovinom 75.1% udjela od strane Mercedesa,[80] Brawn GP biti preimenovan u Mercedes Grand Prix, kao potvrda špekulacijama[81] da se petnaestogodišnja suradnja Mercedesa i McLarena bliži kraju. McLaren će otkupiti 40% Mercedesovog udjela u McLaren group-u prije sezone 2011., ali Mercedes nastavlja sa svojim sponzorstvom i snabdijevanjem motorima do 2015. 21. prosinca, također je objavljeno da je Mercedes GP potpisao sponzorski ugovor s Petronasom, te će službeni naziv momčadi biti Mercedes GP Petronas Formula One Team.[82]
- Kao odgovor nagađanjima da će se pridružiti BMW-u i Toyoti u povlačenju iz Formule 1, Renault je isprva porekao da će iskoristiti tu mogućnost, već da će procijeniti svoju poziciju s objavom odluke prije kraja 2009.[83] Ipak, 4. prosinca je bilo potvrđeno da Renault ima nekoliko ponuda za svoj tim, te je 16. prosinca prodaja potvrđena.[84] Momčad su otkupili luksembuški investicijski bankar Gerard Lopez i njegova tvrtka Genii Capital. Prema ugovoru, Renault zadržava manjinski 25% udio, dok se ekipa nastavlja natjecati pod imenom Renault. Ugovor ostavlja otvorenom mogućnost da Renault ponovo stekne potpuno vlasništvo nad timom i nastavi natjecanja nakon stabilizacije svjetske ekonomske krize.
- Nakon tjedana nagađanja oko njihove budućnosti,[85] Campos Meta je sredinom veljače prošao restrukturiranje tijekom kojeg se momčadi pridružio bivši tehnički direktor Red Bulla i Honde Geoff Willis, dok je većinski vlasnik José Ramón Carabante preuzeo kontrolu nad timom od vlasnika Adriána Camposa kojeg je kao menadžera zamijenio bivši šef operacija Jordana, Midlanda, Spyker F1 i Force Indie Colin Kolles.[86] Kolles je izjavio da je ekipa u stanju "kaosa", ali i potvrdio njihovu namjeru nastupa u Bahreinu, premda pod drugim nazivom. Dok će ekipa i dalje bazirati u Španjolskoj, početnim dijelom sezone upravljat će se iz sjedišta Dallare u Italiji gdje su bolidi konstruirani.[86] S objavom konačnog popisa natjecatelja u ožujku 2010., službeno je priznata promjena imena momčadi Campos u HRT F1 Team.
- Izvještaji o timu US F1 uvelike su tvrdili da je momčad u problemima, s nagađanjima da će glavni investitor Chad Hurley povući svoje financiranje i podržati Campos Meta[87] dok će tim zatražiti dozvolu da propusti prve četiri utrke sezone. 23. veljače, švicarska investicijska grupa Locstein objavila je povlačenje svoje podrške momčadi navevši činjenicu da tim neće biti sposoban sudjelovati u cijeloj sezoni 2010.[88] To su pratili izvještaji da je FIA poslala svog glavnog tehničkog delegata Charlieja Whitinga da provede kompletnu procjenu tima,[89] potez koji bi mogao odlučiti budućnost momčadi u prvenstvu. Usporedo s time, više je izvora izvjestilo da pravnici FIA-e razmatraju dali će doći do pravnog postupka u slučaju da FIA isključi USF1 iz popisa natjecatelja u 2010.[90] 1. ožujka, izvješteno je o zahtjevu momčadi za odgodom prijave do 2011., s "pouzdanim sedmeroznamekastim jamstvom" kao dokazom namjera.[91] Istoga dana, objavljeno je da je za momčad potpisao bivši Hondin test vozač James Rossiter, koji bi se kao drugi vozač pridružio José Maríi Lópezu, ali Rossiter se povukao iz sporazuma kada su njegovi sponzori tražili potvrdu da će tim biti spreman, što USF1 nije mogao garantirati.[92] Ubrzo potom objavljeno je da je momčad potpuno obustavila rad na svom bolidu, i odustala od bile kakve mogućnosti pojavljivanja na startnoj rešetki 2010.[93] Ipak, menadžer momčadi Ken Anderson demantirao je glasine da je tim mrtav te ustraje na tome da traže mogućnost nastupa u sezoni 2011., ili prihvaćanjem odgoda nastupa, ili nekom drugom procedurom prijave.[94]

### Promjene vozača
Promijenili momčad
- Fernando Alonso napustio je Renault radi prelaska u Ferrari gdje je zamijenio Kimija Räikkönena koji je napustio tim na kraju sezone 2009.[95] Alonso je potpisao trogodišnji ugovor do kraja 2012., s opcijom za produženje.
- Rubens Barrichello prešao je iz Brawna u Williams.[96]
- Jenson Button pridružio se Lewisu Hamiltonu u McLarenu nakon neuspješnih pregovora o produženju ugovora s Mercedesom, koji je preuzeo njegovu momčad iz 2009., Brawn GP,[97] što znači da McLaren ima pod ugovorom dva najrecentnija svjetska prvaka, i također prvi vozački postav s dva prvaka nakon Ayrtona Senne i Alaina Prosta, također u McLarenu, u sezoni 1989.
- Timo Glock službeno se pridružio Virgin Racingu nakon što je napustio momčad Toyota Racing.[98]
- Kamui Kobayashi, koji je debitirao u Toyoti krajem sezone 2009., kao zamjena ozlijeđenome Timi Glocku, prešao je u obnovljeni Sauber.[99]
- Heikki Kovalainen nakon što je napustio McLaren, pridružio se novoj ekipi Lotus Racing.[100]
- Robert Kubica napustio je BMW Sauber radi prelaska u Renault, kao zamjena za Alonsa.
- Nico Rosberg je krajem sezone 2009. nakon četiri godine napustio Williams radi prelaska u Mercedes GP.
- Jarno Trulli je prešao iz Toyote u Lotus Racing.[100]

Debitanti
- Karun Chandhok, koji je 2009. s momčadi Ocean Racing Technology završio osamnaesti u prvenstvu GP2, pridružio se bivšem timskom kolegi iz ekipe iSport International Brunu Senni u timu HRT-a. Chandhok je drugi vozač Formule 1 iz Indije, nakon što je Narain Karthikeyan 2005. vozio Jordan Grand Prix.[101]
- Lucas di Grassi, s momčadi Racing Engineering treći u prvenstvu GP2 2009., pridružio se Timi Glocku u Virgin Racingu.[102]
- Nico Hülkenberg, s momčadi ART Grand Prix prvak prvenstva GP2 2009., debitirao je u Formuli 1 s Williamsom, kao timski kolega Rubensu Barrichellu.[96]
- Vitalij Petrov, s timom Barwa Addax drugi u prvenstvu GP2 2009., debitirao je u Renaultu kao timski kolega Robertu Kubici, postavši prvi ruski vozač u Formuli 1.[103]
- Bruno Senna, nećak trostrukog svjetskog prvaka Ayrtona Senne, pridružio se ekipi HRT F1.[104]

Napustili prvenstvo
- Giancarlo Fisichella postao je Ferrarijev rezervni i test vozač,  nakon što je krajem sezone 2009. napustio tim Force India i pridružio se Ferrariju.[105] Nakon što nije osigurao vozačko mjesto u Formuli 1, sudjelovat će u prvenstvu Le Mans Series.[106]
- Romain Grosjean, radi angažmana Vitalija Petrova kao drugog Renaultovog vozača, nije uspio osigurati ugovor s Renaultom,  te će 2010., kao vozač tima Matech Competition, sudjelovati u prvoj sezoni prvenstva FIA GT1.
- Nakon loše sezone 2009., Williamsov vozač Kazuki Nakajima nije uspio pronaći angažman za 2010. 19. veljače, potvrđeno je da će se pridružiti mogućoj srpskoj ekipi Stefan Grand Prix, unatoč nemogućnosti njihove prijave u prvenstvo.[107]
- Kimi Räikkönen je na jednogodišnjem dopustu iz Formule 1 nakon što su njegovi menadžeri potvrdili da pregovori s Mclarenom nisu bili uspješni.[108] Umjesto McLarenu, Räikkönen se pridružio ekipi Citroën Junior Team u sezoni 2010. Svjetskog prvenstva u reliju, gdje će se za volanom Citroëna C4 WRC natjecati u dvanaest od trinaest utrka prvenstva .[109]

Povratnici
- Pedro de la Rosa vratio se u Formulu 1 i pridružio momčadi BMW Sauber,[110] nakon što je prethodno bio test vozač za McLaren, što označava kraj njegove trogodišnje odsutnosti u prvenstvu od zadnjeg nastupa sredinom sezone 2006.
- Sedmerostruki svjetski prvak Michael Schumacher službeno se pridružio momčadi Mercedes GP 23. prosinca 2009., nakon trogodišnjeg nenatjecanja.[1] Schumacher je izvorno namjeravao vratiti se u Ferrari tijekom sezone 2009., kao zamjena ozlijeđenom Felipeu Massi, ali bio je spriječen radi vlastite ozljede iz motociklističke utrke. Ugovor s Mercedesom nije potpisan dok mu nije potvrđeno savršeno zdravlje, nakon što je za Mercedes već vozio 1991. u Svjetskom prvenstvu sportskih automobila (World Sportscar Championship).[1]

Promjene u sezoni
- Sakon Yamamoto, koji je u Formuli 1 zadnji puta nastupio za volanom Spykera, ali i kao test vozač za Renault, zamijenit će Bruna Sennu u Hispaniji za Veliku Nagradu Velike Britanije.[111] On je također i test vozač u toj ekipi te je sudjelovao na trenizima u petak u Turskoj. Momčad je potvrdila da će se Senna vratiti na Velikoj nagradi Njemačke.[112] Yamamoto je zamijenio Karuna Chandhoka na Velikoj nagradi Njemačke i Velikoj nagradi Mađarske.[113]
- Tijekom stanke sredinom sezone, Nick Heidfeld je napustio Mercedes GP radi preuzimanja nove uloge kao službeni tester Pirellija u aspektu njihovog povratka u Formulu 1 2011.[114]
- Nakon kraja europskog dijela sezone na Velikoj nagradi Italije, Pedro de la Rosa otpušten je iz BMW Saubera i odmah zamijenjen Nickom Heidfeldom, koji je za momčad vozio u sezoni 2009.[115] Objavljeno je da je promjena uzrokovana Heidfeldovim poznavanjem staza u Singapuru i Abu Dhabiju, i De la Rosinim slabim nastupima u odnosu na Kobayashija. S Heidfeldovim prelaskom, bivši Renaultov vozač Romain Grosjean postao je njegova zamjena u Pirelliju.[116]
- Test vozač HRT-a Christian Klien zamijenio je Sakona Yamamotoa za Veliku nagradu Singapura, nakon što se pred utrku Yamamoto otrovao hranom.[117] Menadžer momčadi Colin Kolles potvrdio je da će se Yamamoto vratiti u bolid za Veliku nagradu Japana ako se oporavi na vrijeme.[118] Klien je Yamamota zamijenio i u Interlagosu, premda bez objašnjenja od strane momčadi.[119]

## Kalendar sezone 2010.
21. rujna 2009., World Motor Sport Council objavio je privremeni kalendar natjecanja s 19 utrka. Još jedan privemeni kalendar objavljen je 21. listopada 2009., kada su zamijenjeni datumi održavanja velikih nagrada Abu Dhabija i Brazila. Konačni kalendar objavljen je 11. prosinca 2009.
| Rd. | Službeni naziv utrke                   | Velika nagrada      | Staza                                      | Datum         | Vrijeme | Vrijeme |
| Rd. | Službeni naziv utrke                   | Velika nagrada      | Staza                                      | Datum         | Mjesno  | UTC     |
| --- | -------------------------------------- | ------------------- | ------------------------------------------ | ------------- | ------- | ------- |
| 1   | Gulf Air Bahrain Grand Prix            | VN Bahreina         | Bahrain International Circuit, Sakhir      | 14. ožujka    | 15:00   | 12:00   |
| 2   | Qantas Australian Grand Prix           | VN Australije       | Albert Park Grand Prix Circuit, Melbourne  | 28. ožujka    | 17:00   | 06:00   |
| 3   | Petronas Malaysian Grand Prix          | VN Malezije         | Sepang International Circuit, Kuala Lumpur | 4. travnja    | 16:00   | 08:00   |
| 4   | Chinese Grand Prix                     | VN Kine             | Shanghai International Circuit             | 18. travnja   | 15:00   | 07:00   |
| 5   | Gran Premio de España Telefónica       | VN Španjolske       | Circuit de Catalunya, Barcelona            | 9. svibnja    | 14:00   | 12:00   |
| 6   | Grand Prix de Monaco                   | VN Monaka           | Circuit de Monaco, Monte Carlo             | 16. svibnja   | 14:00   | 12:00   |
| 7   | Turkish Grand Prix                     | VN Turske           | Istanbul Park                              | 30. svibnja   | 15:00   | 12:00   |
| 8   | Grand Prix du Canada                   | VN Kanade           | Circuit Gilles Villeneuve, Montreal        | 13. lipnja    | 12:00   | 16:00   |
| 9   | Telefónica Grand Prix of Europe        | VN Europe           | Valencia Street Circuit                    | 27. lipnja    | 14:00   | 12:00   |
| 10  | Santander British Grand Prix           | VN Velike Britanije | Silverstone Circuit                        | 11. srpnja    | 13:00   | 12:00   |
| 11  | Großer Preis Santander von Deutschland | VN Njemačke         | Hockenheimring                             | 25. srpnja    | 14:00   | 12:00   |
| 12  | Magyar Nagydíj                         | VN Mađarske         | Hungaroring, Budimpešta                    | 1. kolovoza   | 14:00   | 12:00   |
| 13  | Belgian Grand Prix                     | VN Belgije          | Circuit de Spa-Francorchamps, Spa          | 29. kolovoza  | 14:00   | 12:00   |
| 14  | Gran Premio Santander d'Italia         | VN Italije          | Autodromo Nazionale Monza                  | 12. rujna     | 14:00   | 12:00   |
| 15  | SingTel Singapore Grand Prix           | VN Singapura        | Marina Bay Street Circuit                  | 26. rujna     | 20:00   | 12:00   |
| 16  | Japanese Grand Prix                    | VN Japana           | Suzuka Circuit, Suzuka                     | 10. listopada | 15:00   | 06:00   |
| 17  | Korean Grand Prix                      | VN Koreje           | Korean International Circuit, Yeongam      | 24. listopada | 15:00   | 06:00   |
| 18  | Grande Prêmio Petrobras do Brasil      | VN Brazila          | Autódromo José Carlos Pace, São Paulo      | 7. studenoga  | 14:00   | 16:00   |
| 19  | Etihad Airways Abu Dhabi Grand Prix    | VN Abu Dhabija      | Yas Marina Circuit                         | 14. studenoga | 17:00   | 13:00   |

### Promjene kalendara
- Velika nagrada Bahreina vožena je na izmijenjenoj stazi. U sadašnjoj konfiguraciji, vozači napuštaju staru stazu ubrzo nakon zavoja četiri i prate luk dugačak skoro 900 metara, prije povratka na stazu prije starog zavoja pet, što je ukupnu dužinu staze povećalo s 5412 m na 6299 m.[127] Dodatni zavoj prvi je puta korišten 2006., ali samo za utrku 24 sata Bahreina.
- Velika nagrada Velike Britanije trebala se 2010. preseliti iz Silverstona u Donington Park,[128] ali 23. listopada 2009., vlasnici Doningtona priznali su da namjera prikupljanja 135 milijuna funti izdavanjem obveznica nije uspjela.[129] Nakon dodatnih pregovora s Bernijem Ecclestoneom, organizatori Silverstonea došli su do dogovora prema kojem će na toj stazi Velika nagrada Velike Britanije biti održavana idućih sedamnaest godina, unatoč ranijim Ecclestoneovim tvrdnjama da Silverstone više neće biti domaćin utrke.[130] Veljače 2010., najavljeno je da će se Velika nagrada održati na novoj "Arena" konfiguraciji staze,[131] s 760 metara dužim krugom.[132]
- Velika nagrada Kanade, 2010. vraća se u kalendar nakon jednogodišnje pauze.[133]
- Velika nagrada Japana trebala se 2010. održati na stazi Fuji Speedway, u skladu s previđenom godišnjom rotacijom sa stazom u Suzuki. Ipak, vlasnik Fujija Toyota, najavila je da su odustali od namjere organizacije utrke, navodeći kao glavni razlog globalnu recesiju.[134] U Suzuki, Velika nagrada Japana održat će se i 2011.[135]
- Prvi puta u kalendar Formule 1 uvrštena je utrka u Južnoj Koreji pod nazivom Velika nagrada Koreje koja se održala 17. listopada na stazi Korean International Circuit u Yeongamu. Radi velikih kašnjenja u izgradnji staze, održavanje velike nagrade bilo je pod znakom pitanja do nekoliko dana prije same utrke.

## Promjene

### Promjene pravila

#### Predložene
- Ograničenje budžeta na 40 milijuna funti ($63,7m, €45,4m) izvorno je predloženo za 2010. Prema tom predlogu, momčadi bi mogle birati između ograničenog budžeta i veće tehničke slobode, zajedno s neograničenim testiranjima, ili neograničenog budžeta s tehničkim ograničenjima i limitiranim testiranjima.[136] Ipak, predlog ograničenog budžeta odbijen je nakon sukoba FIA–FOTA sredinom sezone 2009.
- Nakon zabrinutosti da bi nove momčadi mogle biti i do pet sekundi sporije od vodećih,[137] objavljeno je da World Motorsports Council razmatra ponovo uvođenje pravila 107% pri kvalifikacijama.[138] Prvi puta uvedeno 1996., i ukinuto nakon 2002., pravilo nalaže da radi kvalificiranja u utrku, svi bolidi moraju na kvalifikacijama postaviti vrijeme unutar 107% vremena koje je postavio osvajač prvog mjesta na startu; tj. ako je vrijeme prvog mjesta na startu minuta i četrdeset sekundi, svi vozači moraju postići vrijeme ispod minute i četrdeset i sedam sekundi kako bi se kvalificirali.

#### Potvrđene
- Nadolijevanje goriva tijekom utrke ukinuto je prvi puta nakon 1994.[139] Unatoč rješenju o ograničenju budžeta i odluci da se 2010. primjenjuju pravila iz 2009., FOTA je izrazila interes u zabranu nadolijevanja goriva kao sredstvu smanjenja troškova.[140]
- Formula One Management ponudit će financijsku podršku svim novim momčadima u 2010., u iznosu 10 milijuna američkih dolara (6,25 milijuna funti, 6,8 milijuna eura) zajedno s besplatnim transportom dvije šasije i 10 000 kg tereta na sve utrke.[141]
- Minimalna težina bolida povećana je s 605 kg na 620 kg da bi se spriječilo da teži i viši vozači budu nedostatak u slučaju instalacije KERS-a, koji je i 2010. dozvoljen unatoč dogovoru FOTA-e da se sustav ne koristi.[142]

- Maksimalni broj bolida koji mogu sudjelovati u utrci povećan je s 24 na 26.[136]
- Sustav kvalifikacija izmijenjen je radi sudjelovanja više bolida: 7 vozila ispada nakon prve runde kvalifikacija, 7 iz druge runde, dok se 10 bolida natječe za najbolju startnu poziciju u trećoj rundi. Natjecanje u trećoj rundi sada se odvija u konfiguraciji male količine goriva radi zabrane nadolijevanja,[143] premda vozači moraju startati utrku na gumama korištenim u trećoj rundi kvalifikacija.[144] U slučaju oštećenja gume, tehnički delegat FIA-e utvrdit će obim oštećenja i eventualno odobriti promjenu na sigurni set guma.[145]
- Ratkape kakve su momčadi koristile od 2006., ove sezone su zabranjene.
- Prednje gume sužene su s 270 mm na 245 mm radi poboljšanja balansa prianjanja između prednje i stražnje osovine.
- Tijekom pregovora za novi dogovor Concorde na Velikoj nagradi Mađarske 2009., istaknuto je nekoliko pojedinosti[146] momčadskih prijedloga smanjenja troškova, uključujući:

- Ograničenje broja aerodinamičkih nadogradnji tijekom sezone.
- Nastavak zabrane testiranja tijekom sezone uvedene 2009.
- Ograničenje broja timskog osoblja koje može prisustvovati velikim nagradama.
- Potpuno zatvaranje momčadskih tvornica tijekom ljetnje stanke.

- Ekipe moraju homologirati određene dijelove bolida, uključujući i vozačevu ćeliju za preživljavanje, strukture za prevrtanje, sve strukture namijenjene upijanju udaraca i kotače,[145] što znači da radi sigurnosti i pouzdanosti ne mogu biti izmijenjene tijekom sezone bez pismenog odobrenja FIA-e.[146]
- Odobren je za 2010. novi sustav bodovanja, kao odgovor većem broju natjecatelja. Od 2003., bodove su osvajali prvih osam u svakoj utrci,10,8,6,5,4,3,2 i 1 bod od prvoplasiranog prema osmom. Sustav bodovanja 2010. nagrađuje prvih deset plasiranih, s 25,18,15,12,10,8,6,4,2 i jednim bodom od prvog do desetog.[144]

- Sustav nadzornika sada raspolaže s fiksnom grupom sudaca iz koje će se izvlačiti za svaku utrku, uključujući bivše vozače utrka, umjesto rotacijske postave.[148] Do sada, suci su mogli dijeliti kazne od 25 sekundi za prekršaje koji su se zbili prekasno u utrci da bi se mogli riješiti redovnom kaznom, ali od ove sezone imaju ovlasti kažnjavati s 20 sekundi vozače koji bi inače dobili kaznu prolaska kroz boks i s 30 sekundi vozače koji bi dobili kaznu stop-go. Svaka kazna sada mora biti odrađena u roku dva kruga umjesto prijašnjih tri. Promjene bi trebale sustav suđenja učiniti transparentnijim nakon kontroverzi na Velikoj nagradi Belgije 2008.
- Zamjenskim vozačima bit će dozvoljen jedan dan testiranja, ako nisu učestvovali u niti jednoj utrci Formule 1 u dvije posljednje kalendarske godine. Promjena je uvedena kao odgovor na situaciju iz 2009. kada je nekoliko vozača debitiralo bez prethodnog iskustva sa svojim bolidom.[149]
- Vozači sada tijekom vikenda imaju na raspolaganju 11 kompleta guma, u odnosu na 14 iz 2009.[144] Tri su kompleta rezervirana samo za treninge i moraju biti vraćeni prije početka kvalifikacija, bez obzira dali su korišteni.[150]
- Propisi dogovora Concorde nalažu da momčadi sada mogu propustiti najviše tri utrke prije izbacivanja iz prvenstva, premda je FIA pojasnila da neće biti moguće propustiti utrke bez nekog oblika kazne.[151]
- Momčadima je ponovo dozvoljena vožnja trećeg vozača na treninzima petkom.[150]
- Boksevi će se dodjeljivati na striktno ravnopravnoj bazi, zbog većeg broja ekipa na startnoj rešetki.
- Bočni grijači su zabranjeni dok je pokrivačima dozvoljeno djelovanje samo na vanjskoj površini guma.
- Zabranjene su automatske sprave koje podižu bilo koji dio bolida tijekom zaustavljanja u boksu.
- Radi sprečavanja sudara nakon promjene guma u boksevima, osoblje mora čekati dok se nadolazeći vozač koji je unutar zone 25 m s bilo koje strane tog boksa ne udalji.

#### Promjene u sezoni
- U novom sustavu zatvorenog parka za vozila (parc ferme), iskušanom u Bahreinu, bolide se hermetički zatvara u velike vreće unutar bokseva, što se nadgleda posebnim kamerama niske rezolucije koje se trenutno prebacuju na visoku rezoluciju ako registriraju kretanja unutar garaže. Sustav se pokazao toliko uspješnim da je postao permanentna procedura od Velike nagrade Australije.[152]
- Retrovizori - ranije smatrani aerodinamičkim pomagalima umjesto pomoći vozaču - više se neće moći montirati na "vanjskoj" poziciji, nakon problema sa slabom preglednošću koji su rezultirali s nekoliko slučajeva nenamjernog blokiranja u Melbourneu. Zabrana će biti efektivna od Velike nagrade Španjolske nadalje.[153]
- Nakon uspjeha na Velikoj nagradi Kanade, dobavljač guma Bridgestone najavio je namjere da poveća razliku između svojih smjesa za Veliku nagradu Njemačke, što će momčadi prisiliti da upravljaju ekstremnim razlikama između različitih smjesa guma.[154]
- Na sastanku FIA World Motor Sport Council-a u Ženevi 23. lipnja, pojašnjenja su pravila u vezi izlaska sigurnosnog automobila na stazu, nakon nesporazuma između Michaela Schumachera i Fernanda Alonsa u zadjem krugu Velike nagrade Monaka. Niti jedan bolid nesmije pretjecati prije prvog prelaska prve safety car linije kada se sigurnosni automobil vraća u boks. Ipak, ako je sigurnosni automobil na stazi na početku posljednjeg kruga, ili je na stazi u zadnjem krugu, ući će u boks na kraju kruga te će bolidi normalno proći ciljem bez pretjecanja.[155]
- Bilo koji bolid koji vozi nepotrebno sporo, nepredvidivo, ili se smatra potencijalno opasnim za ostale vozače, bit će prijavljen sucima. To će se primjenjivati bilo da bolid vozi na stazi, u boksu ili na prilazu boksevima.[155] Da bi izbjegao pregled od sudaca, vozač se mora vratiti u boks unutar unaprijed određenog vremena po krugu.
- Ako se traži uzorak goriva nakon treninga, bolid u pitanju mora se dovesti u boks vlastitim pogonom.[155] To je uvedeno nakon kvalifikacija u Kanadi kada se Lewis Hamilton zaustavio na stazi nakon što mu je iz momčadi javljeno da možda neće imati dovoljno goriva u rezervoaru za uzorak nakon treninga. Iako protiv Hamiltona nisu poduzete nikakve sankcije, pravilo je uvedeno da se ubuduće izbjegnu takvi postupci.

### Promjene sponzorstava
- ING izvorno je odlučio završiti svoju suradnju s Formulom 1 krajem sezone 2009., koja je uključivala sponzoriranje Renaulta i australske, mađarske i belgijske velike nagrade. Tvrka je navela globalnu ekonomsku krizu kao razlog svog povlačenja.[126] Ipak, kompanija je odlučila prekinuti svoje sponzorstvo Renaulta ubrzo nakon što je ta ekipa proglašena krivom za namještanje Velike nagrade Singapura 2008.
- Marka ručnih satova TW Steel potvrđena je kao prvi novi sponzor Renaulta, kao "Službeni partner u mjerenju vremena" ("Official Timing Partner"), u trogodišnjem ugovoru do 2012.
- RBS također neće obnoviti svoje sponzoriranje Williamsa nakon kraja sezone 2010. RBS će početkom 2010. također će povući svoje reklame sa staza.[156]
- Osnivač YouTubea Chad Hurley pridruži se momčadi US F1 Team kao glavni investitor ekipe.[157] 26. veljače 2010. objavljeno je da Hurley razmatra povlačenje svoje podrške timu US F1 radi njihovih financijskih poteškoća, s mogućnošću prelaska u Campos. Također je objavljeno da je Hurley podržavao spajanje ekipa US F1 i Stefan Grand Prix, što bi omogućilo nastup Stefanovih bolida pod prijavom ekipe US F1. Ipak, Stefan GP je kasnije objavio u članku na svom sajtu da se zalažu za nezavisnu prijavu, ostavivši status prijave tima US F1 i sponzorstvo Chada Hurleyja upitnim.[158][159]
- Virgin Group je otkupio 20% udio Manor Grand Prixa i preimenovao ga u Virgin Racing.[160] To je prvi puta potvrđeno na popisu prijava objavljenom 30. studenoga 2009.
- Na Velikoj nagradi Italije 2009., Banco Santander najavio je petogodišnji ugovor s Ferrarijem kao glavni sponzor momčadi od 2010.[161] McLaren je kasnije objavio da je njihovo partnerstvo s Banco Santander produženo.[162]
- Malezijska naftna kompanija Petronas završila je svoju dugogodišnju suradnju s BMW Sauberom, i prešla kao glavni sponzor u Mercedes GP. Službeni je naziv momčadi Mercedes GP Petronas.[163]
- CNN, u sezoni 2010., pridružio Lotusu, sa svojim logotipima na bolidu T127.[164]
- McLaren je najavio partnerski ugovor s poljskom deviznom tvrtkom X-Trade Brokers s natpisima XTB na odijelima vozača Jensona Buttona i Lewisa Hamiltona, i na pokrovu motora McLarena MP4-25.[165]
- Renault je dogovorio sponzorski ugovor s DIAC-om, s natpisima na bokovima bolida Roberta Kubice i Vitalija Petrova od Velike nagrade Australije do Velike nagrade Monaka.
- Renault nosit će natpis ruskog proizvođača automobila Lade; Ruski vozač Vitalij Petrov natpis će isticati i na svom vozačkom odijelu.[166]
- Renault također je započeo sponzorski ugovor s kompjutorskom kompanijom Hewlett-Packard, s HP logotipima na pokrovu motora bolida Renault R30, što je povratak Hewlett-Packarda u Formulu 1 prvi puta nakon 2005., kada su sponzorirali Williams.
- HRT je u Bahreinu isticala natpise brazilske telefonske kompanije Embratel i banke Banco Cruzeiro do Sul. Bokovi bolida također su isticali i imena vozača, nalik na West Mclaren-Mercedes između 1997. i 2005. u zemljama gdje je bilo zabranjeno reklamiranje duhanskih proizvoda.
- Logotipi Monster Energy Drink, prije posljednjeg treninga u Bahreinu, istaknuti su na kacigama Mercedesovih vozača Schumachera i Rosberga.

### Sigurnosni automobil
- Mercedes-Benz je najavio da ovogodišnji sigurnosni automobil (safety car) biti novi SLS AMG, kao najbrži safety car u povijesti Formule 1.[167]
- Nakon kotroverzi na Velikoj nagradi Europe, pravila o sigurnosnom automobilu izmijenjena su prije Velike nagrade Velike Britanije. U slučaju izlaska sigurnosnog automobila na stazu, vozačima se dodjeljuje "delta time" - 120% standardnog vremena po krugu (tj. ako je standardno vrijeme 1 minuta i 40 sekundi, delta vrijeme je 2 minute) - minimalno vrijeme po krugu u kojem se vozač može vratiti u boks ili će biti prijavljen za preveliku brzinu. Ipak, nakon sudara Webber-Kovalainen u Valenciji, nekoliko je vozača bilo kažnjeno radi probijanja delta vremena jer su vozili ispred incidenta te je sigurnosni automobil je izašao na stazu kada su bili pri kraju kruga. U suštini, završili su krug bez da stvaraju opasnu situaciju i ušli su u boks prvom prilikom. Umjesto da prate delta vrijeme, vozači moraju usporiti na brzinu sigurnosnog automobila u trenutku izlaska na stazu, ali izuzeti su iz tog pravila za posljednjih 200 m kruga. Kao rezultat, novo će pravilo spriječiti vozače da steknu prednost ulaskom u boks prvom mogućom prilikom i izlaskom ispred sigurnosnog automobila.[168]

## Utrke
| Rd. | Velika nagrada      | Prvo mjesto na startu | Najbrži krug     | Pobjednik (vozači) | Pobjednik (konstruktori) | Izvještaj |
| --- | ------------------- | --------------------- | ---------------- | ------------------ | ------------------------ | --------- |
| 1.  | VN Bahreina         | Sebastian Vettel      | Fernando Alonso  | Fernando Alonso    | Ferrari                  | Izvještaj |
| 2.  | VN Australije       | Sebastian Vettel      | Mark Webber      | Jenson Button      | McLaren-Mercedes         | Izvještaj |
| 3.  | VN Malezije         | Mark Webber           | Mark Webber      | Sebastian Vettel   | Red Bull-Renault         | Izvještaj |
| 4.  | VN Kine             | Sebastian Vettel      | Lewis Hamilton   | Jenson Button      | McLaren-Mercedes         | Izvještaj |
| 5.  | VN Španjolske       | Mark Webber           | Lewis Hamilton   | Mark Webber        | Red Bull-Renault         | Izvještaj |
| 6.  | VN Monaka           | Mark Webber           | Sebastian Vettel | Mark Webber        | Red Bull-Renault         | Izvještaj |
| 7.  | VN Turske           | Mark Webber           | Vitalij Petrov   | Lewis Hamilton     | McLaren-Mercedes         | Izvještaj |
| 8.  | VN Kanade           | Lewis Hamilton        | Robert Kubica    | Lewis Hamilton     | McLaren-Mercedes         | Izvještaj |
| 9.  | VN Europe           | Sebastian Vettel      | Jenson Button    | Sebastian Vettel   | Red Bull-Renault         | Izvještaj |
| 10. | VN Velike Britanije | Sebastian Vettel      | Fernando Alonso  | Mark Webber        | Red Bull-Renault         | Izvještaj |
| 11. | VN Njemačke         | Sebastian Vettel      | Sebastian Vettel | Fernando Alonso    | Ferrari                  | Izvještaj |
| 12. | VN Mađarske         | Sebastian Vettel      | Sebastian Vettel | Mark Webber        | Red Bull-Renault         | Izvještaj |
| 13. | VN Belgije          | Mark Webber           | Lewis Hamilton   | Lewis Hamilton     | McLaren-Mercedes         | Izvještaj |
| 14. | VN Italije          | Fernando Alonso       | Fernando Alonso  | Fernando Alonso    | Ferrari                  | Izvještaj |
| 15. | VN Singapura        | Fernando Alonso       | Fernando Alonso  | Fernando Alonso    | Ferrari                  | Izvještaj |
| 16. | VN Japana           | Sebastian Vettel      | Mark Webber      | Sebastian Vettel   | Red Bull-Renault         | Izvještaj |
| 17. | VN Koreje           | Sebastian Vettel      | Fernando Alonso  | Fernando Alonso    | Ferrari                  | Izvještaj |
| 18. | VN Brazila          | Nico Hülkenberg       | Lewis Hamilton   | Sebastian Vettel   | Red Bull-Renault         | Izvještaj |
| 19. | VN Abu Dhabija      | Sebastian Vettel      | Lewis Hamilton   | Sebastian Vettel   | Red Bull-Renault         | Izvještaj |

## Rezultati

### Sustav bodovanja
Bodovi se dodjeljuju prvoj desetorici na cilju.
| Pozicija | 1. | 2. | 3. | 4. | 5. | 6. | 7. | 8. | 9. | 10. |
| Bodovi   | 25 | 18 | 15 | 12 | 10 | 8  | 6  | 4  | 2  | 1   |

### Vozači
| Poz. | Vozač              | BAH | AUS | MAL | KIN | ŠPA | MON | TUR | KAN | EUR | VBR | NJE | MAĐ | BEL | ITA | SIN | JAP | KOR | BRA | ABU | Bodovi |
| ---- | ------------------ | --- | --- | --- | --- | --- | --- | --- | --- | --- | --- | --- | --- | --- | --- | --- | --- | --- | --- | --- | ------ |
| 1    | Sebastian Vettel   | 4   | Ret | 1   | 6   | 3   | 2   | Ret | 4   | 1   | 7   | 3   | 3   | 15  | 4   | 2   | 1   | Ret | 1   | 1   | 256    |
| 2    | Fernando Alonso    | 1   | 4   | 13* | 4   | 2   | 6   | 8   | 3   | 8   | 14  | 1   | 2   | Ret | 1   | 1   | 3   | 1   | 3   | 7   | 252    |
| 3    | Mark Webber        | 8   | 9   | 2   | 8   | 1   | 1   | 3   | 5   | Ret | 1   | 6   | 1   | 2   | 6   | 3   | 2   | Ret | 2   | 8   | 242    |
| 4    | Lewis Hamilton     | 3   | 6   | 6   | 2   | 14* | 5   | 1   | 1   | 2   | 2   | 4   | Ret | 1   | Ret | Ret | 5   | 2   | 4   | 2   | 240    |
| 5    | Jenson Button      | 7   | 1   | 8   | 1   | 5   | Ret | 2   | 2   | 3   | 4   | 5   | 8   | Ret | 2   | 4   | 4   | 12  | 5   | 3   | 214    |
| 6    | Felipe Massa       | 2   | 3   | 7   | 9   | 6   | 4   | 7   | 15  | 11  | 15  | 2   | 4   | 4   | 3   | 8   | Ret | 3   | 15  | 10  | 144    |
| 7    | Nico Rosberg       | 5   | 5   | 3   | 3   | 13  | 7   | 5   | 6   | 10  | 3   | 8   | Ret | 6   | 5   | 5   | 17* | Ret | 6   | 7   | 142    |
| 8    | Robert Kubica      | 11  | 2   | 4   | 5   | 8   | 3   | 6   | 7   | 5   | Ret | 7   | Ret | 3   | 8   | 7   | Ret | 5   | 9   | 5   | 136    |
| 9    | Michael Schumacher | 6   | 10  | Ret | 10  | 4   | 12  | 4   | 11  | 15  | 9   | 9   | 11  | 7   | 9   | 13  | 6   | 4   | 7   | Ret | 72     |
| 10   | Rubens Barrichello | 10  | 8   | 12  | 12  | 9   | Ret | 14  | 14  | 4   | 5   | 12  | 10  | Ret | 10  | 6   | 9   | 7   | 14  | 12  | 47     |
| 11   | Adrian Sutil       | 12  | Ret | 5   | 11  | 7   | 8   | 9   | 10  | 6   | 8   | 17  | Ret | 5   | 16  | 9   | Ret | Ret | 12  | 13  | 47     |
| 12   | Kamui Kobayashi    | Ret | Ret | Ret | Ret | 12  | Ret | 10  | Ret | 7   | 6   | 11  | 9   | 8   | Ret | Ret | 7   | 8   | 10  | 14  | 32     |
| 13   | Vitalij Petrov     | Ret | Ret | Ret | 7   | 11  | 13* | 15  | 17  | 14  | 13  | 10  | 5   | 9   | 13  | 11  | Ret | Ret | 16  | 6   | 27     |
| 14   | Nico Hülkenberg    | 14  | Ret | 10  | 15  | 16  | Ret | 17  | 13  | Ret | 10  | 13  | 6   | 14  | 7   | 10  | Ret | 10  | 8   | 16  | 22     |
| 15   | Vitantonio Liuzzi  | 9   | 7   | Ret | Ret | 15* | 9   | 13  | 9   | 16  | 11  | 16  | 13  | 10  | 13  | Ret | Ret | 6   | Ret | Ret | 21     |
| 16   | Sébastien Buemi    | 16* | Ret | 11  | Ret | Ret | 10  | 16  | 8   | 9   | 12  | Ret | 12  | 12  | 11  | 14  | 10  | Ret | 13  | 15  | 8      |
| 17   | Pedro de la Rosa   | Ret | 12  | DNS | Ret | Ret | Ret | 11  | Ret | 12  | Ret | 14  | 7   | 11  | 14  |     |     |     |     |     | 6      |
| 18   | Nick Heidfeld      |     |     |     |     |     |     |     |     |     |     |     |     |     |     | Ret | 8   | 9   | 17  | 11  | 6      |
| 19   | Jaime Alguersuari  | 13  | 11  | 9   | 13  | 10  | 11  | 12  | 12  | 13  | Ret | 15  | Ret | 13  | 15  | 12  | 11  | 11  | 11  | 9   | 5      |
| 20   | Heikki Kovalainen  | 15  | 13  | NC  | 14  | DNS | Ret | Ret | 16  | Ret | 17  | Ret | 14  | 16  | 18  | 16* | 12  | 13  | 18  | 17  | 0      |
| 21   | Jarno Trulli       | 17* | DNS | 17  | Ret | 17  | 15* | Ret | Ret | 21  | 16  | Ret | 15  | 19  | Ret | Ret | 13  | Ret | 19  | 21* | 0      |
| 22   | Karun Chandhok     | Ret | 14  | 15  | 17  | Ret | 14* | 20  | 18  | 18  | 19  |     |     |     |     |     |     |     |     |     | 0      |
| 23   | Bruno Senna        | Ret | Ret | 16  | 16  | Ret | Ret | Ret | Ret | 20  |     | 19  | 17  | Ret | Ret | Ret | 15  | 14  | 21  | 19  | 0      |
| 24   | Lucas di Grassi    | Ret | Ret | 14  | Ret | 19  | Ret | 19  | 19  | 17  | Ret | Ret | 18  | 17  | Ret | 15  | DNS | Ret | NC  | 18  | 0      |
| 25   | Timo Glock         | Ret | Ret | Ret | DNS | 18  | Ret | 18  | Ret | 19  | 18  | 18  | 16  | 18  | 17  | Ret | 14  | Ret | 20  | Ret | 0      |
| 26   | Sakon Yamamoto     |     |     |     |     |     |     | TD  |     |     | 20  | Ret | 19  | 20  | 19  |     | 16  | 15  |     |     | 0      |
| 27   | Christian Klien    |     |     |     |     |     |     |     |     |     |     |     |     |     |     | Ret |     |     | 22  | 20  | 0      |
| Poz. | Vozač              | BAH | AUS | MAL | KIN | ŠPA | MON | TUR | KAN | EUR | VBR | NJE | MAĐ | BEL | ITA | SIN | JAP | KOR | BRA | ABU | Bodovi |

| Boja       | Rezultat                   | Oznaka boje |
| ---------- | -------------------------- | ----------- |
| Zlato      | 1. mjesto                  | #FFFFBF     |
| Srebro     | 2. mjesto                  | #DFDFDF     |
| Bronca     | 3. mjesto                  | #FFDF9F     |
| Zeleno     | U cilju osvojivši bodove   | #DFFFDF     |
| Plavo      | U cilju bez bodova         | #CFCFFF     |
| Ljubičasto | Nije završio utrku (Ret)   | #EFCFFF     |
| Ljubičasto | Nije klasificiran (NC)     | #EFCFFF     |
| Crveno     | Nije se kvalificirao (DNQ) | #FFCFCF     |
| Crno       | Diskvalificaran (DSQ)      | #000000     |
| Bijelo     | Nije startao (DNS)         | #FFFFFF     |
| Bez boje   | Nije sudjelovao            |             |
| Bez boje   | Bolovanje (INJ)            |             |
| Bez boje   | Isključen (EX)             |             |

* Vozač nije završio utrku ali se klasificirao jer je prošao više od 90 % dužine utrke.

### Konstruktori
| Poz. | Konstruktor          | Br. | BAH | AUS | MAL | KIN | ŠPA | MON | TUR | KAN | EUR | VBR | NJE | MAĐ | BEL | ITA | SIN | JAP | KOR | BRA | ABU | Bodovi |
| ---- | -------------------- | --- | --- | --- | --- | --- | --- | --- | --- | --- | --- | --- | --- | --- | --- | --- | --- | --- | --- | --- | --- | ------ |
| 1    | Red Bull-Renault     | 5   | 4   | Ret | 1   | 6   | 3   | 2   | Ret | 4   | 1   | 7   | 3   | 3   | 15  | 4   | 2   | 1   | Ret | 1   | 1   | 498    |
| 1    | Red Bull-Renault     | 6   | 8   | 9   | 2   | 8   | 1   | 1   | 3   | 5   | Ret | 1   | 6   | 1   | 2   | 6   | 3   | 2   | Ret | 2   | 8   | 498    |
| 2    | McLaren-Mercedes     | 1   | 7   | 1   | 8   | 1   | 5   | Ret | 2   | 2   | 3   | 4   | 5   | 8   | Ret | 2   | 4   | 4   | 12  | 5   | 3   | 454    |
| 2    | McLaren-Mercedes     | 2   | 3   | 6   | 6   | 2   | 14* | 5   | 1   | 1   | 2   | 2   | 4   | Ret | 1   | Ret | Ret | 5   | 2   | 4   | 2   | 454    |
| 3    | Ferrari              | 7   | 2   | 3   | 7   | 9   | 6   | 4   | 7   | 15  | 11  | 15  | 2   | 4   | 4   | 3   | 8   | Ret | 3   | 15  | 10  | 396    |
| 3    | Ferrari              | 8   | 1   | 4   | 13* | 4   | 2   | 6   | 8   | 3   | 8   | 14  | 1   | 2   | Ret | 1   | 1   | 3   | 1   | 3   | 7   | 396    |
| 4    | Mercedes             | 3   | 6   | 10  | Ret | 10  | 4   | 12  | 4   | 11  | 15  | 9   | 9   | 11  | 7   | 9   | 13  | 6   | 4   | 7   | Ret | 214    |
| 4    | Mercedes             | 4   | 5   | 5   | 3   | 3   | 13  | 7   | 5   | 6   | 10  | 3   | 8   | Ret | 6   | 5   | 5   | 17* | Ret | 6   | 4   | 214    |
| 5    | Renault              | 11  | 11  | 2   | 4   | 5   | 8   | 3   | 6   | 7   | 5   | Ret | 7   | Ret | 3   | 8   | 7   | Ret | 5   | 9   | 5   | 163    |
| 5    | Renault              | 12  | Ret | Ret | Ret | 7   | 11  | 13* | 15  | 17  | 14  | 13  | 10  | 5   | 9   | 12  | 11  | Ret | Ret | 16  | 6   | 163    |
| 6    | Williams-Cosworth    | 9   | 10  | 8   | 12  | 12  | 9   | Ret | 14  | 14  | 4   | 5   | 12  | 10  | Ret | 10  | 6   | 9   | 7   | 14  | 12  | 69     |
| 6    | Williams-Cosworth    | 10  | 14  | Ret | 10  | 15  | 16  | Ret | 17  | 12  | Ret | 10  | 13  | 6   | 14  | 7   | 10  | Ret | 10  | 8   | 16  | 69     |
| 7    | Force India-Mercedes | 14  | 12  | Ret | 5   | 11  | 7   | 8   | 9   | 10  | 6   | 8   | 17  | Ret | 5   | 16  | 9   | Ret | Ret | 12  | 13  | 68     |
| 7    | Force India-Mercedes | 15  | 9   | 7   | Ret | Ret | 15* | 9   | 13  | 9   | 16  | 11  | 16  | 13  | 10  | 12  | Ret | Ret | 6   | Ret | Ret | 68     |
| 8    | BMW Sauber-Ferrari   | 22  | Ret | 12  | DNS | Ret | Ret | Ret | 11  | Ret | 12  | Ret | 14  | 7   | 11  | 14  | Ret | 8   | 9   | 17  | 11  | 44     |
| 8    | BMW Sauber-Ferrari   | 23  | Ret | Ret | Ret | Ret | 12  | Ret | 10  | Ret | 7   | 6   | 11  | 9   | 8   | Ret | Ret | 7   | 8   | 10  | 14  | 44     |
| 9    | Toro Rosso-Ferrari   | 16  | 16* | Ret | 11  | Ret | Ret | 10  | 16  | 8   | 9   | 12  | Ret | 12  | 12  | 11  | 14  | 10  | Ret | 13  | 15  | 13     |
| 9    | Toro Rosso-Ferrari   | 17  | 13  | 11  | 9   | 13  | 10  | 11  | 12  | 12  | 13  | Ret | 15  | Ret | 13  | 15  | 12  | 11  | 11  | 11  | 9   | 13     |
| 10   | Lotus-Cosworth       | 18  | 17* | DNS | 17  | Ret | 17  | 15* | Ret | Ret | 21  | 16  | Ret | 15  | 19  | Ret | Ret | 13  | Ret | 19  | 21* | 0      |
| 10   | Lotus-Cosworth       | 19  | 15  | 13  | NC  | 14  | DNS | Ret | Ret | 16  | Ret | 17  | Ret | 14  | 16  | 18  | 16* | 12  | 13  | 18  | 17  | 0      |
| 11   | HRT-Cosworth         | 20  | Ret | 14  | 15  | 17  | Ret | 14* | 20* | 18  | 18  | 19  | Ret | 19  | 20  | 19  | Ret | 16  | 15  | 22  | 20  | 0      |
| 11   | HRT-Cosworth         | 21  | Ret | Ret | 16  | 16  | Ret | Ret | Ret | Ret | 20  | 20  | 19  | 17  | Ret | Ret | Ret | 15  | 14  | 21  | 19  | 0      |
| 12   | Virgin-Cosworth      | 24  | Ret | Ret | Ret | DNS | 18  | Ret | 18  | Ret | 19  | 18  | 18  | 16  | 18  | 17  | Ret | 14  | Ret | 20  | Ret | 0      |
| 12   | Virgin-Cosworth      | 25  | Ret | Ret | 14  | Ret | 19  | Ret | 19  | 19  | 17  | Ret | Ret | 18  | 17  | Ret | 15  | DNS | Ret | NC  | 18  | 0      |
| Poz. | Konstruktor          | Br. | BAH | AUS | MAL | KIN | ŠPA | MON | TUR | KAN | EUR | VBR | NJE | MAĐ | BEL | ITA | SIN | JAP | KOR | BRA | ABU | Bodovi |

| Boja       | Rezultat                   | Oznaka boje |
| ---------- | -------------------------- | ----------- |
| Zlato      | 1. mjesto                  | #FFFFBF     |
| Srebro     | 2. mjesto                  | #DFDFDF     |
| Bronca     | 3. mjesto                  | #FFDF9F     |
| Zeleno     | U cilju osvojivši bodove   | #DFFFDF     |
| Plavo      | U cilju bez bodova         | #CFCFFF     |
| Ljubičasto | Nije završio utrku (Ret)   | #EFCFFF     |
| Ljubičasto | Nije klasificiran (NC)     | #EFCFFF     |
| Crveno     | Nije se kvalificirao (DNQ) | #FFCFCF     |
| Crno       | Diskvalificaran (DSQ)      | #000000     |
| Bijelo     | Nije startao (DNS)         | #FFFFFF     |
| Bez boje   | Nije sudjelovao            |             |
| Bez boje   | Bolovanje (INJ)            |             |
| Bez boje   | Isključen (EX)             |             |

* Vozač nije završio utrku ali se klasificirao jer je prošao više od 90 % dužine utrke.

## Statistike

### Vozači
| Poz. | Vozač              | Konstruktor(i)       | Startovi | Ciljevi | Pobjede | Podiji | Prva mjesta na startu | Najbrži krugovi | Bodovi |
| ---- | ------------------ | -------------------- | -------- | ------- | ------- | ------ | --------------------- | --------------- | ------ |
| 1    | Sebastian Vettel   | Red Bull-Renault     | 19       | 16      | 5       | 10     | 10                    | 3               | 256    |
| 2    | Fernando Alonso    | Ferrari              | 19       | 17      | 5       | 10     | 2                     | 5               | 252    |
| 3    | Mark Webber        | Red Bull-Renault     | 19       | 17      | 4       | 10     | 5                     | 3               | 242    |
| 4    | Lewis Hamilton     | McLaren-Mercedes     | 19       | 15      | 3       | 9      | 1                     | 5               | 240    |
| 5    | Jenson Button      | Mclaren-Mercedes     | 19       | 17      | 2       | 7      | 0                     | 1               | 214    |
| 6    | Felipe Massa       | Ferrari              | 19       | 18      | 0       | 5      | 0                     | 0               | 144    |
| 7    | Nico Rosberg       | Mercedes             | 19       | 16      | 0       | 3      | 0                     | 0               | 142    |
| 8    | Robert Kubica      | Renault              | 19       | 16      | 0       | 3      | 0                     | 1               | 136    |
| 9    | Michael Schumacher | Mercedes             | 19       | 17      | 0       | 0      | 0                     | 0               | 72     |
| 10   | Rubens Barrichello | Williams-Cosworth    | 19       | 17      | 0       | 0      | 0                     | 0               | 47     |
| 11   | Adrian Sutil       | Force India-Mercedes | 19       | 15      | 0       | 0      | 0                     | 0               | 47     |
| 12   | Kamui Kobayashi    | BMW Sauber-Ferrari   | 19       | 11      | 0       | 0      | 0                     | 0               | 32     |
| 13   | Vitalij Petrov     | Renault              | 19       | 13      | 0       | 0      | 0                     | 1               | 27     |
| 14   | Nico Hülkenberg    | Williams-Cosworth    | 19       | 15      | 0       | 0      | 1                     | 0               | 22     |
| 15   | Vitantonio Liuzzi  | Force India-Mercedes | 19       | 12      | 0       | 0      | 0                     | 0               | 21     |
| 16   | Sébastien Buemi    | Toro Rosso-Ferrari   | 19       | 13      | 0       | 0      | 0                     | 0               | 8      |
| 17   | Pedro de la Rosa   | BMW Sauber-Ferrari   | 14       | 7       | 0       | 0      | 0                     | 0               | 6      |
| 18   | Nick Heidfeld      | BMW Sauber-Ferrari   | 5        | 4       | 0       | 0      | 0                     | 0               | 6      |
| 19   | Jaime Alguersuari  | Toro Rosso-Ferrari   | 19       | 17      | 0       | 0      | 0                     | 0               | 5      |
| 20   | Heikki Kovalainen  | Lotus-Cosworth       | 18       | 12      | 0       | 0      | 0                     | 0               | 0      |
| 21   | Jarno Trulli       | Lotus-Cosworth       | 18       | 8       | 0       | 0      | 0                     | 0               | 0      |
| 22   | Karun Chandhok     | HRT-Cosworth         | 10       | 6       | 0       | 0      | 0                     | 0               | 0      |
| 23   | Bruno Senna        | HRT-Cosworth         | 18       | 9       | 0       | 0      | 0                     | 0               | 0      |
| 24   | Lucas di Grassi    | Virgin-Cosworth      | 18       | 10      | 0       | 0      | 0                     | 0               | 0      |
| 25   | Timo Glock         | Virgin-Cosworth      | 18       | 10      | 0       | 0      | 0                     | 0               | 0      |
| 26   | Sakon Yamamoto     | HRT-Cosworth         | 7        | 6       | 0       | 0      | 0                     | 0               | 0      |
| 27   | Christian Klien    | HRT-Cosworth         | 3        | 2       | 0       | 0      | 0                     | 0               | 0      |

### Konstruktori
| Poz. | Konstruktor | Šasija            | Motor    | Startovi | Ciljevi | Pobjede | Podiji | Prva mjesta na startu | Najbrži krugovi | Bodovi |
| ---- | ----------- | ----------------- | -------- | -------- | ------- | ------- | ------ | --------------------- | --------------- | ------ |
| 1    | Red Bull    | Red Bull RB6      | Renault  | 38       | 32      | 9       | 19     | 15                    | 5               | 498    |
| 2    | McLaren     | McLaren MP4-25    | Mercedes | 38       | 32      | 5       | 16     | 1                     | 6               | 454    |
| 3    | Ferrari     | Ferrari F10       | Ferrari  | 38       | 35      | 5       | 15     | 2                     | 5               | 396    |
| 4    | Mercedes    | Mercedes MGP W01  | Mercedes | 38       | 33      | 0       | 3      | 0                     | 0               | 214    |
| 5    | Renault     | Renault R30       | Renault  | 38       | 29      | 0       | 3      | 0                     | 2               | 163    |
| 6    | Williams    | Williams FW32     | Cosworth | 38       | 32      | 0       | 0      | 1                     | 0               | 69     |
| 7    | Force India | Force India VJM03 | Mercedes | 38       | 27      | 0       | 0      | 0                     | 0               | 68     |
| 8    | BMW Sauber  | BMW Sauber C29    | Ferrari  | 37       | 22      | 0       | 0      | 0                     | 0               | 44     |
| 9    | Toro Rosso  | Toro Rosso STR5   | Ferrari  | 38       | 30      | 0       | 0      | 0                     | 0               | 13     |
| 10   | Lotus       | Lotus T127        | Cosworth | 36       | 20      | 0       | 0      | 0                     | 0               | 0      |
| 11   | HRT         | HRT F110          | Cosworth | 38       | 22      | 0       | 0      | 0                     | 0               | 0      |
| 12   | Virgin      | Virgin VR-01      | Cosworth | 36       | 20      | 0       | 0      | 0                     | 0               | 0      |

## Vanjske poveznice
- Službena stranica Formule 1 - formula1.com